# Орнітолест
Орнітоле́ст або орнітолестес (лат. Ornitholestes, у пер. — «пташиний грабіжник») — рід динозаврів пізнього юрського періоду, що відомий по одному виду Ornitholestes hermanni (застаріла назва — Coelurus hermanni) із Західної Лавразії (сьогодні Північна Америка). Це невеликий динозавр-теропод, представник формації Моррісон, середній кімериджський вік, близько 154 млн років тому.
По сьогодні орнітолестес відомий лише за одним частковим скелетом з сильно розтрощеним черепом, знайденим у кар'єрі Bone Cabin Quarry поблизу Медсін-Бау, штат Вайомінг, у 1900 році. Його описав Генрі Фейрфілд Осборн у 1903 році, американський палеонтолог, геолог та адвокат євгеніки.
Пізніше знайдений неповний кістяк руки також був віднесений до орнітолостесу, однак зараз його відносять до виду Tanycolagreus — целурозаврових тероподів. Типовий (і єдиний відомий) вид, O. hermanni, був названий на честь препаратора Американського музею природознавства Адама Германа.

## Етимологія
Назва походить від грец. ὄρνις — «птах» та грец. λῃστής — «розбійник». Орнітолест одержав назву, що означає «пташиний грабіжник», у 1903 році, коли в США було знайдено перші кістки цього виду динозаврів. Назва єдиного виду цього роду — Ornitholestes hermanni вшанувала Адама Германа, головного препаратора музею, який керував відновленням і монтажем каркаса. Через деякі суперечки на початку XX століття певний час вважали, що орнітолеста слід віднести до відомого тоді роду Coelurus, однак подальші дослідження виявили хибність цього і 1980 року Джон Остром відновив приналежність Ornitholestes hermanni до унікального роду Ornitholestes.

## Класифікація та систематика

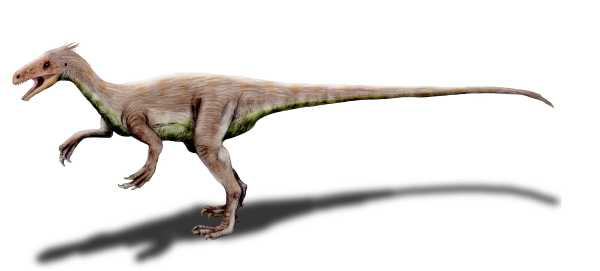
Реконструкція вигляду орнітолеста

Відносно положення орнітолесту точилася серйозна полеміка, через що вид та рід мігрували в різні таксономічні групи, допоки не дійшли на сьогодні певної згоди, що він належить до клади целуврозаврів, є найпримітивнішим членом групи манірапторів, що входить до цієї клади.
Кладограма манірапторових 2013 року згідно з дослідженнями Паскаля Годефру зі співавторами:
|  | †Dromaeosauridae                                          |
|  |                                                           |
|  | \| \| †Troodontidae \| \| \| \| \| \| Avialae \| \| \| \| |
|  |                                                           |
|  | †Troodontidae                                             |
|  |                                                           |
|  | Avialae                                                   |
|  |                                                           |

|  | †Troodontidae |
|  |               |
|  | Avialae       |
|  |               |

|  | †Dromaeosauridae                                          |
|  |                                                           |
|  | \| \| †Troodontidae \| \| \| \| \| \| Avialae \| \| \| \| |
|  |                                                           |
|  | †Troodontidae                                             |
|  |                                                           |
|  | Avialae                                                   |
|  |                                                           |

|  | †Troodontidae |
|  |               |
|  | Avialae       |
|  |               |

|  | †Dromaeosauridae                                          |
|  |                                                           |
|  | \| \| †Troodontidae \| \| \| \| \| \| Avialae \| \| \| \| |
|  |                                                           |
|  | †Troodontidae                                             |
|  |                                                           |
|  | Avialae                                                   |
|  |                                                           |

|  | †Troodontidae |
|  |               |
|  | Avialae       |
|  |               |

|  | †Dromaeosauridae                                          |
|  |                                                           |
|  | \| \| †Troodontidae \| \| \| \| \| \| Avialae \| \| \| \| |
|  |                                                           |
|  | †Troodontidae                                             |
|  |                                                           |
|  | Avialae                                                   |
|  |                                                           |

|  | †Troodontidae |
|  |               |
|  | Avialae       |
|  |               |

|  | †Dromaeosauridae                                          |
|  |                                                           |
|  | \| \| †Troodontidae \| \| \| \| \| \| Avialae \| \| \| \| |
|  |                                                           |
|  | †Troodontidae                                             |
|  |                                                           |
|  | Avialae                                                   |
|  |                                                           |

|  | †Troodontidae |
|  |               |
|  | Avialae       |
|  |               |

|  | †Dromaeosauridae                                          |
|  |                                                           |
|  | \| \| †Troodontidae \| \| \| \| \| \| Avialae \| \| \| \| |
|  |                                                           |
|  | †Troodontidae                                             |
|  |                                                           |
|  | Avialae                                                   |
|  |                                                           |

|  | †Troodontidae |
|  |               |
|  | Avialae       |
|  |               |

|  | †Dromaeosauridae                                          |
|  |                                                           |
|  | \| \| †Troodontidae \| \| \| \| \| \| Avialae \| \| \| \| |
|  |                                                           |
|  | †Troodontidae                                             |
|  |                                                           |
|  | Avialae                                                   |
|  |                                                           |

|  | †Troodontidae |
|  |               |
|  | Avialae       |
|  |               |

|  | †Dromaeosauridae                                          |
|  |                                                           |
|  | \| \| †Troodontidae \| \| \| \| \| \| Avialae \| \| \| \| |
|  |                                                           |
|  | †Troodontidae                                             |
|  |                                                           |
|  | Avialae                                                   |
|  |                                                           |

|  | †Troodontidae |
|  |               |
|  | Avialae       |
|  |               |

|  | †Dromaeosauridae                                          |
|  |                                                           |
|  | \| \| †Troodontidae \| \| \| \| \| \| Avialae \| \| \| \| |
|  |                                                           |
|  | †Troodontidae                                             |
|  |                                                           |
|  | Avialae                                                   |
|  |                                                           |

|  | †Troodontidae |
|  |               |
|  | Avialae       |
|  |               |

|  | †Dromaeosauridae                                          |
|  |                                                           |
|  | \| \| †Troodontidae \| \| \| \| \| \| Avialae \| \| \| \| |
|  |                                                           |
|  | †Troodontidae                                             |
|  |                                                           |
|  | Avialae                                                   |
|  |                                                           |

|  | †Troodontidae |
|  |               |
|  | Avialae       |
|  |               |

|  | †Dromaeosauridae                                          |
|  |                                                           |
|  | \| \| †Troodontidae \| \| \| \| \| \| Avialae \| \| \| \| |
|  |                                                           |
|  | †Troodontidae                                             |
|  |                                                           |
|  | Avialae                                                   |
|  |                                                           |

|  | †Troodontidae |
|  |               |
|  | Avialae       |
|  |               |

|  | †Dromaeosauridae                                          |
|  |                                                           |
|  | \| \| †Troodontidae \| \| \| \| \| \| Avialae \| \| \| \| |
|  |                                                           |
|  | †Troodontidae                                             |
|  |                                                           |
|  | Avialae                                                   |
|  |                                                           |

|  | †Troodontidae |
|  |               |
|  | Avialae       |
|  |               |

|  | †Dromaeosauridae                                          |
|  |                                                           |
|  | \| \| †Troodontidae \| \| \| \| \| \| Avialae \| \| \| \| |
|  |                                                           |
|  | †Troodontidae                                             |
|  |                                                           |
|  | Avialae                                                   |
|  |                                                           |

|  | †Troodontidae |
|  |               |
|  | Avialae       |
|  |               |

|  | †Dromaeosauridae                                          |
|  |                                                           |
|  | \| \| †Troodontidae \| \| \| \| \| \| Avialae \| \| \| \| |
|  |                                                           |
|  | †Troodontidae                                             |
|  |                                                           |
|  | Avialae                                                   |
|  |                                                           |

|  | †Troodontidae |
|  |               |
|  | Avialae       |
|  |               |

|  | †Dromaeosauridae                                          |
|  |                                                           |
|  | \| \| †Troodontidae \| \| \| \| \| \| Avialae \| \| \| \| |
|  |                                                           |
|  | †Troodontidae                                             |
|  |                                                           |
|  | Avialae                                                   |
|  |                                                           |

|  | †Troodontidae |
|  |               |
|  | Avialae       |
|  |               |

|  | †Dromaeosauridae                                          |
|  |                                                           |
|  | \| \| †Troodontidae \| \| \| \| \| \| Avialae \| \| \| \| |
|  |                                                           |
|  | †Troodontidae                                             |
|  |                                                           |
|  | Avialae                                                   |
|  |                                                           |

|  | †Troodontidae |
|  |               |
|  | Avialae       |
|  |               |

Хоча більш ретельні аналізи припускають, що він є ще більш примітивним, аніж представники групи Манірапторових, можливо, близький родич Juravenator starkii.

## Загальна будова
Орнітолести були досить дрібними динозаврами та важили надзвичайно мало. Довжина дорослого орнітолеста — від кінчика носа до кінчика хвоста — становила за різними оцінками в межах 2—2,08 метрів. Оцінювання ваги орнітолеста також є приблизним, в межах 12,6-15 кг. Його голова була пропорційно меншою, ніж у більшості інших хижих динозаврів, але череп був огрядний, з короткою мордою і міцною нижньою щелепою. Орбіти (очниці) були досить великими, розміром понад 25 % від довжини черепа. Не виявили ніяких ознак кістки навколо очей. Передні зуби орнітолестів були конічної форми, зі зменшеними зубчиками; задні зуби були відігнуті та більш різко зазубрені, аналогічно іншим тероподовим. Зуби не поширювались до орбіт, і жоден зуб при цьому не був завдовжки більшим аніж одна третина черепа. Раніше деякі дослідники вважали, що з нижньої щелепи доверху йшов ріг, однак останні інтерпретації зовнішнього вигляду орнітолесту рогу не містять.
Орнітолест мав відносно коротку шию з невеликою S-подібною кривизною. Хвіст був довгим та батогоподібним, сягав завдовжки трохи більше половини довжини тіла. Не всі його хребці збереглися, але дослідники вважають, що він мав дев'ять чи десять шийних хребців, тринадцять спинних, чотири крижових і від 39 до 44 хвостових.
Передні кінцівки орнітолесту були відносно довгими, трохи менше двох третин від довжини задніх ніг. Плечова (верхня кістка передньої лапи) була великою, трохи довшою від променевої та ліктьової кісток передпліччя. Орнітолеста часто зображують як швидкого, довгоногого теропода, але його кістки нижніх кінцівок були досить короткими.

## Палеобіологія

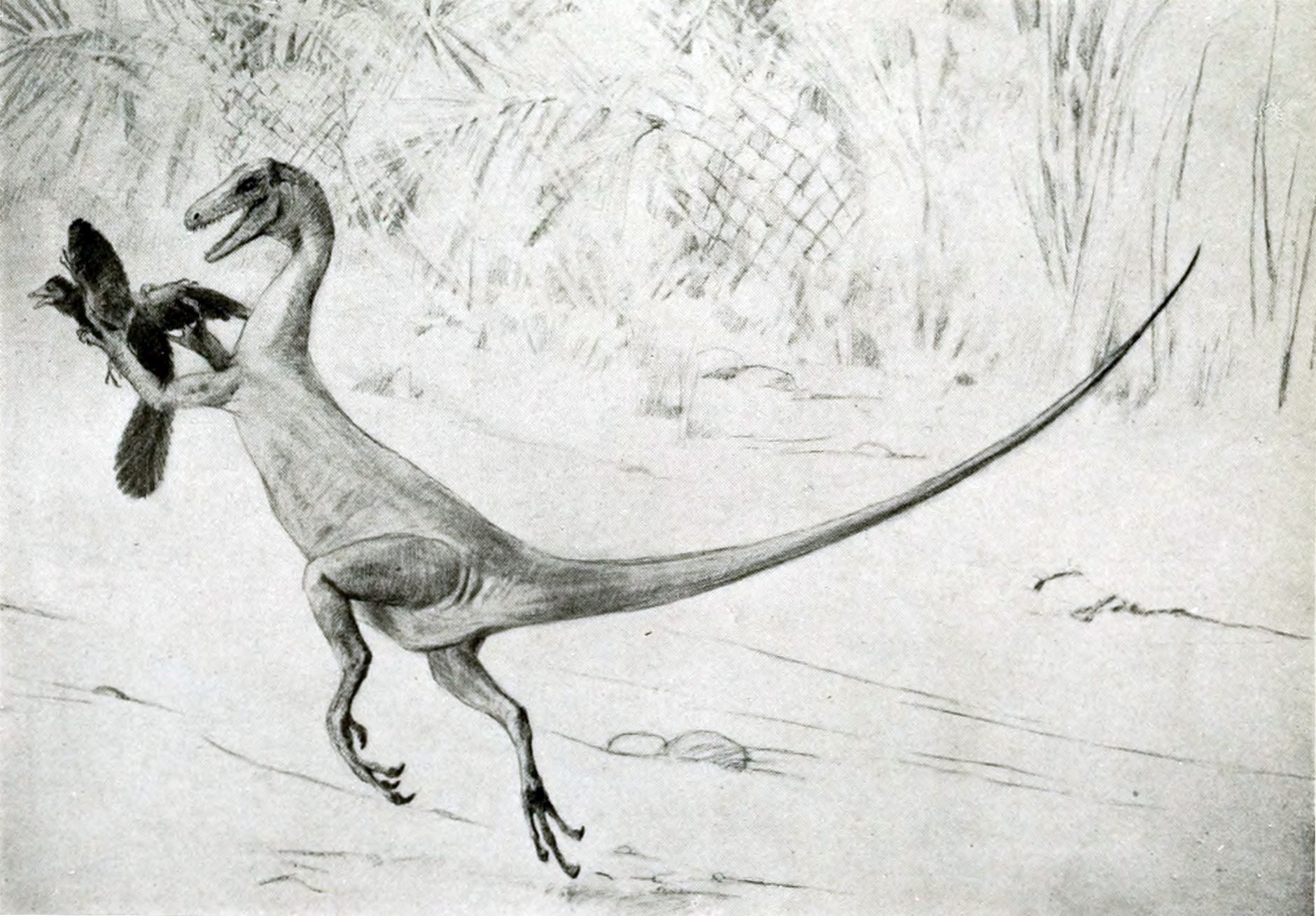
Канонічний малюнок Чарльза Найта 1918 року — «Орнітолест впольовує археоптерикса». На сьогодні це вважають перебільшенням

При дослідженні кісток ніг не було знайдено ніяких ознак стресових переламів.

### Функція передніх кінцівок
Дослідження показали, що передпліччя були здатні прокручуватися в межах 95 °, якщо були загнуті всередину в ліктьовому суглобі в максимально можливій мірі, плечова кістка і передпліччя утворювали кут 53°. Здатність орнітолеста згинати передпліччя під кутом, значно гострішим за 90 °, є характерною для Манірапторових, але відсутня в більш примітивних тероподів, зокрема таких, як алозавр.

### Живлення
Сьогоднішня оцінка живлення орнітолесту припускає що він був твариною, яка переходила від вживання рослин до повної м'ясоїдності. Ймовірно він живився переважно падлом. Крім цього, в його раціон входили комахи та інші дрібні істоти. Могли поїдати і яйця птахів. Рештки, знайдені поблизу від скелета орнітолеста, вказували на те, що він, мабуть, харчувалися різноманітними дрібними істотами. Передні кінцівки орнітолеста, судячи з їхньої будови, були прекрасно пристосовані для захоплення різних предметів, Мабуть, із їхньою допомогою орнітолест міг брати й, наприклад, яйця, які хотів з'їсти. Можливо, орнітолест також міг ловити та поїдати птахів, які щойно з'явилися на Землі в процесі еволюції, хоча на сьогодні це спростовують, вважаючи помилковим канонічне зображення орнітолесту, який ловить археоптерикса. Є навіть міркування, що він міг харчуватися прісноводними рибами. Як для справжньої м'ясоїдної тварини голова в орнітолеста була досить маленькою. Але за припущеннями це разом із міцними щелепами давали можливість більш активного здобутку наземних тварин. За приблизними підрахунками орнітолест мав для підтримування свого існування з'їдати на день, при своїй вазі 12—15 кг, не менше 700 г м'яса.

### Нічний спосіб життя
Йде полеміка стосовно того, чи був він нічною твариною. Деякі вчені припустили, що широкість орбіт була пов'язана з наявністю великих очей, що є ознакою нічних тварин, однак інші дослідники це спростовують, зважуючи на скудність решток орнітолесту, що не дає, за їхніми переконаннями, змогу зробити такий висновок.

### Шкірні покриви
Ще у 1944 році Персі Лоу висунув гіпотезу про те, що орнітолест мав пташине пір'я, однак надалі це було піддано критиці, тривалий час вважали, що цей динозавр мав луску як покриття у більшості розвинених динозаврів. Однак на сьогодні переважає думка, що все-таки орнітолест мав примітивне пір'я, яке огортало його наче коротке пальто. Пір'я ізолювало від зниження навколишньої температури, ймовірно також самиці використовували його для вистилання гнізд.